# Gabriel Cortez
Gabriel Cortez (n. Esmeraldas, Ecuador; 10 de octubre de 1995) es un futbolista ecuatoriano. Juega como centrocampista y su equipo actual es Barcelona Sporting Club de la Serie A de Ecuador.

## Trayectoria

### Independiente del Valle
Se inició en inferiores del Independiente del Valle, desde la categoría Sub-16 hasta la de mayores. Ha jugado un partido de la Copa Sudamericana y 3 de la Copa Libertadores.

### Lobos BUAP
El 24 de diciembre anuncia el club de fútbol Lobos BUAP como refuerzo para el Clausura 2018, debutó con un gol frente al Santos Laguna en la primera fecha de la Liga MX.

### Emelec
El 7 de enero de 2019 se anuncia su traspaso al Emelec.

### Botafogo
El 14 de febrero de 2020 se anuncia su traspaso al Botafogo de Brasil. El 25 de julio de 2020 el Botafogo decidió desprenderse de Gabriel Cortez por indisciplina, ya que subió un video polémico a Instagram que a la directiva e hinchada del Botafogo indignó.

### Guayaquil City
A mediados de 2020 es fichado por donde tiene una temporada irregular.

### Barcelona
En 2021 es contratado, el Barcelona de Guayaquil. 

### Nueve de Octubre
El 20 de junio de 2022, el club lo cede a préstamo por seis meses a 9 de Octubre.

## Selección nacional

### Categorías inferiores
Gabriel Cortez fue convocado para la Selección ecuatoriana de fútbol sub-20. Comandada por Sixto Vizuete, teniendo buenas actuaciones en la Copa Cotif jugada en España, donde Ecuador quedó en cuarto lugar.

#### Participaciones en Sudamericanos
| Campeonato                  | Sede    | Resultado    | Partidos | Goles |
| --------------------------- | ------- | ------------ | -------- | ----- |
| Sudamericano Sub-17 de 2011 | Ecuador | Cuarto lugar | 3        | 0     |
| Sudamericano Sub-20 de 2015 | Uruguay | Primera fase | 2        | 0     |

#### Participaciones en Copas del Mundo
| Campeonato                  | Sede   | Resultado        | Partidos | Goles |
| --------------------------- | ------ | ---------------- | -------- | ----- |
| Copa Mundial Sub-17 de 2011 | México | Octavos de final | 1        | 0     |

### Selección absoluta
Fue convocado con la selección mayor a los partidos de eliminatorias frente a las selecciones Paraguay y Colombia.

#### Participaciones en eliminatorias
| Eliminatorias      | Sede            | Resultado    | Partidos | Goles |
| ------------------ | --------------- | ------------ | -------- | ----- |
| Eliminatorias 2018 | América del Sur | No clasificó | 1        | 0     |

## Estadísticas

### Clubes
Actualizado al último partido disputado el 1 de diciembre de 2024.
| Club                              | Temporada     | Liga | Liga | Copas nacionales | Copas nacionales | Copas internacionales | Copas internacionales | Total | Total |
| Club                              | Temporada     | PJ   | G    | PJ               | G                | PJ                    | G                     | PJ    | G     |
| --------------------------------- | ------------- | ---- | ---- | ---------------- | ---------------- | --------------------- | --------------------- | ----- | ----- |
| Independiente del Valle · Ecuador | 2012          | 5    | 0    | -                | -                | 0                     | 0                     | 5     | 0     |
| Independiente del Valle · Ecuador | 2013          | 14   | 0    | -                | -                | 1                     | 0                     | 15    | 0     |
| Independiente del Valle · Ecuador | 2014          | 14   | 3    | -                | -                | 1                     | 0                     | 15    | 3     |
| Independiente del Valle · Ecuador | 2015          | 37   | 12   | -                | -                | 0                     | 0                     | 37    | 12    |
| Independiente del Valle · Ecuador | 2016          | 34   | 9    | -                | -                | 11                    | 3                     | 45    | 12    |
| Independiente del Valle · Ecuador | 2017          | 29   | 6    | -                | -                | 4                     | 2                     | 33    | 8     |
| Independiente del Valle · Ecuador | Total club    | 133  | 30   | -                | -                | 17                    | 5                     | 150   | 35    |
| Lobos BUAP · México               | 2018          | 14   | 2    | 0                | 0                | -                     | -                     | 14    | 2     |
| Lobos BUAP · México               | 2018-19       | 7    | 0    | -                | -                | -                     | -                     | 7     | 0     |
| Lobos BUAP · México               | Total club    | 21   | 2    | 0                | 0                | 0                     | 0                     | 21    | 2     |
| Emelec · Ecuador                  | 2019          | 15   | 5    | -                | -                | 4                     | 0                     | 19    | 0     |
| Emelec · Ecuador                  | Total club    | 15   | 5    | 0                | 0                | 4                     | 0                     | 19    | 0     |
| Botafogo · Brasil                 | 2020          | 3    | 0    | 1                | 0                | -                     | -                     | 4     | 0     |
| Botafogo · Brasil                 | Total club    | 3    | 0    | 1                | 0                | 0                     | 0                     | 4     | 0     |
| Guayaquil City · Ecuador          | 2020          | 4    | 0    | -                | -                | -                     | -                     | 4     | 0     |
| Guayaquil City · Ecuador          | Total club    | 4    | 0    | 0                | 0                | 0                     | 0                     | 4     | 0     |
| Barcelona S. C. · Ecuador         | 2021          | 26   | 3    | 2                | 0                | 7                     | 2                     | 35    | 5     |
| Barcelona S. C. · Ecuador         | 2022          | 8    | 7    | 0                | 0                | 6                     | 0                     | 14    | 7     |
| 9 de Octubre · Ecuador            | 2022          | 14   | 5    | 7                | 6                | 0                     | 0                     | 21    | 11    |
| 9 de Octubre · Ecuador            | Total club    | 14   | 5    | 7                | 6                | 0                     | 0                     | 21    | 11    |
| Barcelona S. C. · Ecuador         | 2023          | 24   | 5    | 0                | 0                | 3                     | 0                     | 27    | 5     |
| Barcelona S. C. · Ecuador         | 2024          | 5    | 3    | 0                | 0                | 2                     | 0                     | 7     | 3     |
| Barcelona S. C. · Ecuador         | Total club    | 63   | 18   | 2                | 0                | 18                    | 2                     | 83    | 20    |
| El Nacional · Ecuador             | 2024          | 13   | 3    | 5                | 3                | -                     | -                     | 18    | 6     |
| El Nacional · Ecuador             | Total club    | 13   | 3    | 5                | 3                | 0                     | 0                     | 18    | 6     |
| Total carrera                     | Total carrera | 266  | 63   | 15               | 9                | 39                    | 7                     | 320   | 79    |

### Participaciones internacionales
| Torneo                 | Club                    | Resultado        |
| ---------------------- | ----------------------- | ---------------- |
| Copa Sudamericana 2013 | Independiente del Valle | Segunda fase     |
| Copa Libertadores 2014 | Independiente del Valle | Fase de grupos   |
| Copa Sudamericana 2014 | Independiente del Valle | Segunda fase     |
| Copa Libertadores 2015 | Independiente del Valle | Primera fase     |
| Copa Libertadores 2016 | Independiente del Valle | Subcampeón       |
| Copa Libertadores 2017 | Independiente del Valle | Segunda fase     |
| Copa Libertadores 2019 | Emelec                  | Octavos de final |
| Copa Libertadores 2021 | Barcelona S. C.         | Semifinal        |
| Copa Libertadores 2022 | Barcelona S. C.         | Tercera fase     |
| Copa Sudamericana 2022 | Barcelona S. C.         | Fase de grupos   |

Cortez no participó en varios partidos de Copa Libertadores que ocurrieron fuera del país, por tener prohibición de salida del país.

## Palmarés

### Campeonatos nacionales
| Título       | Club        | País    | Año  |
| ------------ | ----------- | ------- | ---- |
| Copa Ecuador | El Nacional | Ecuador | 2024 |

## Vida privada

### Juicio por delincuencia organizada
El 22 de abril de 2022, fue detenido como parte de un operativo policial, que también detuvo a tres policías en servicio activo, de un total de 18 detenidos involucrados en la banda delictiva. Al día siguiente, se formalizó su prisión preventiva. Se los sindica por identificar, dar información, notificar y ejecutar asesinatos, comercializar, ocultar y reparar armas de fuego, movilizar a agentes de la banda 'Los Tiguerones', microtráfico y otros ilícitos.
Entre el 24 de abril y el 13 de junio de 2022, estuvo en arresto preventivo en la Penitenciaría del Litoral, pabellón 8, zona considerada dominada por la banda "Los Tiguerones". Su defensa pidió que sea trasladado a la Cárcel 4 en Quito. El 4 de junio de 2022 la Sala de lo Penal de la Corte Provincial de Justicia de Guayas negó su pedido de habeas corpus. Su defensa alega que la Penitenciaría del Litoral es muy peligrosa para él, citando que su tío ha sido muerto en noviembre de 2021 en una de las masacres carcelarias. El 13 de junio de 2022, el juez competente de Esmeraldas sustituyó la prisión preventiva por presentación semanal ante Fiscalía y prohibición de salida del país.
De los 20 detenidos en abril de 2022, 8 admitieron su responsabilidad, se acogieron a procedimiento abreviado y recibieron sentencia condenatoria el 20 de noviembre de 2022. Luego, otro detenido, Jackson P. falleció. Los demás once fueron llamados a juicio en diciembre de 2022.
El 27 de diciembre de 2022, la jueza de la Unidad Judicial Penal de Esmeraldas llamó a juicio a Gabriel Cortez y otras diez personas, bajo acusación de Fiscalía por delincuencia organizada. La Fiscalía presentó 200 interceptaciones telefónicas para sustentar su acusación. La banda se denomina Los Tiguerones y la acusación de Fiscalía los responsabiliza de atentados con explosivos, extorsiones a comerciantes, robos, tenencia y porte de armas de fuego y tráfico de drogas.
Gabriel Cortez y otros involucrados fueron llamados a audiencia de juzgamiento para 3 de abril de 2023. El Tribunal Penal de Esmeraldas lo declaró inocente el 21 de abril de 2023. La audiencia de juzgamiento duró diez días, resultando en prisión para seis imputados, otros ocho se declararon culpables bajo procedimiento abreviado y recibieron condena de 56 meses. Tres imputados están prófugos y dos fueron declarados inocentes, siendo uno de ellos el futbolista Cortez. Fiscalía analiza impugnar las sentencias de inocencia de los dos últimos.